# Albert Allen Bartlett
Pour les articles homonymes, voir Bartlett.
Albert Allen Bartlett, né le 21 mars 1923 à Shanghai et mort le 7 septembre 2013 à Boulder (Colorado), était un professeur émérite de physique de l'université du Colorado à Boulder, aux États-Unis. Le professeur Bartlett a donné plus de 1720 cours depuis septembre 1969 sur l'arithmétique, la population et l'énergie.

## Biographie
Bartlett a rejoint l'université du Colorado à Boulder en septembre 1950, pourvu d'un doctorat de physique de l'université Harvard. En 1978, il est élu président de l'American Association of Physics Teachers (en). Il est membre chercheur de la Société américaine de physique ainsi que de l'Association américaine pour l'avancement de la science.
Bartlett explique souvent que l'expression « croissance durable » est un oxymore, car aucune croissance ne peut durer indéfiniment. Il explique en effet qu'une croissance, même modeste, peut mener à des variations énormes au bout de quelques dizaines d'années : ainsi, un taux de croissance annuel de 7 % aboutit à une multiplication par près de mille en cent ans seulement.
Bartlett considérait la surpopulation comme « le plus grand défi » auquel l'humanité est confrontée et prônait un « mode de vie soutenable » (sustainable living). Il combattait le courant de pensée cornucopien qui prêche une croyance en la capacité illimitée du progrès technique à résoudre tous les problèmes, représenté en particulier par Julian Lincoln Simon, et traitait ses représentants de « Nouvelle Société de la Terre Plate » (The New Flat Earth Society).
En 1999, J. B. Calvert estime que la théorie Bartlett conclut à l'épuisement des ressources pétrochimiques dû à la croissance exponentielle de la population mondiale.
Une des formules préférées de Bartlett était : « La plus grande faiblesse de l'espèce humaine vient de son incapacité à comprendre la fonction exponentielle. »

## Livres
- The Essential Exponential For the Future of Our Planet[7] a collection of essays by Professor Bartlett (2004). Center for Science, Mathematics and Computer Education, University of Nebraska-Lincoln.  (ISBN 0-9758973-0-6)